# آرنهبورغ
آرن برغ (بالألمانية: Arneburg) هي بلدة ألمانية تقع في ألمانيا في ساكسونيا أنهالت.  يقدر عدد سكانها بـ 1,688 نسمة .